# 리눅스 민트
리눅스 민트(영어: Linux Mint)는 Clément Lefèbvre, Jamie Boo Birse, Kendall Weaver가 개발한 컴퓨터 운영 체제이다. 우분투와 달리 독점 소프트웨어인 자바와 플래시 웹 플러그인 등을 기본적으로 포함하여 설치하고 바로 사용하기에 편하다. 또한 2010년부터는 데비안에 기초한 리눅스 민트 데비안판을 배포하는데 이 판은 기존의 우분투 기반 배포판과 달리 롤링 릴리즈를 따르며 우분투와는 아무런 관련이 없고 데비안에만 기반을 둔 것이다.

## 불안정판
리눅스 민트도 다른 많은 리눅스 계열 운영 체제들처럼 불안정 판이 있다. 암호명은 로미오 (Romeo)이며 주로 시험를 받기 위한 최신 소프트웨어들로 이루어져 있다. 기본으로 ISO 파일로 나오지는 않고 APT 저장소 목록에 주소를 추가함으로 로미오를 구성하는 소프트웨어들을 받을 수 있다.

## 우분투와 리눅스 민트
리눅스 민트는 우분투에서 파생되었으며 우분투와 같은 소프트웨어 저장소를 쓰고 (독자 소프트웨어 저장소도 있음) 심어져 있는 소프트웨어도 우분투와 거의 같다. 심지어는 우분투에 적용되는 팁의 대부분이 리눅스 민트에도 적용된다. 그러나 리눅스 민트는 다음과 같은 면에서 우분투와 다르다.
- 우분투에 비해 GUI의 외형적 아름다움에 상대적으로 더 집중했다.
- 우분투에서 제공하지 않는 소프트웨어(멀티미디어 코덱 등)가 있다.
- 세계 다국어 지원에서는 우분투보다 미흡하다.
- 기본적으로는 Snap 패키지를 설치할 수 없다.(etc/apt/preferences.d 위치에 들어가 nosnap.pref 파일을 삭제하거나 sudo mv /etc/apt/preferences.d/nosnap.pref 명령어를 실행하여 Snap 패키지를 설치할 수 있다.)

## 데비안과 리눅스 민트
- 리눅스 민트 9부터 데비안 기반 리눅스 민트를 별도로 지원한다.
- 우분투의 소프트웨어 저장소가 아닌 데비안의 소프트웨어 저장소를 쓴다.
- 기능은 리눅스 민트 일반 버전과 비슷하다.
- 데비안 불안정 버전을 기반으로 한다.
- 한글 글꼴을 기본 지원하지 않는다.

## 요구 재원
일반 판을 기준으로 하여 리눅스 민트의 요구 사항은 다음과 같다.
|                  | 최소 재원 | 권장 재원 |
| ---------------- | --------- | --------- |
| CPU (x86)        | 600 MHz   | 1 GHz     |
| 램               | 512 MB    | 1 GB      |
| 하드 디스크 용량 | 5 GB      | 10 GB     |
| 해상도           | 800×600   | 1024×768  |

## 인기
디스트로워치(DistroWatch)에 따르면 리눅스 민트는 2008년 리눅스 배포판 및 BSD 계열 운영체제들 가운데 우분투와 오픈 수세에 이어 조회수 3위를 차지하였다. 2011년 11월 23일에는 리눅스 민트가 다른 리눅스 배포판을 제치고 조회수 1위를 기록하였다. 2012년 11월 20일 디스트로워치 최신 통계 기준 1위를 기록했다.

## 출시 내역
리눅스 민트는 한 해에 두 개 정도의 배포판 버전이 출시된다. 각각의 출시 버전들은 새로운 버전 번호와 코드명을 가지며, 알파벳 순으로 여성의 이름을 코드명으로 사용한다. 보통 우분투가 나오고 대략 한 달 정도 뒤에 출시된다.
지원 기간에 따라 일반판과 장기 지원판(Long Term Support)으로 나뉜다.

## 데스크톱 환경
리눅스 민트는 우분투에 기초하며 다양한 데스크톱 환경을 제공한다. 또한 데비안에 기초한 리눅스 민트 데비안도 있다.
|                              | 시나몬  | 시나몬  | 마테    | 마테    | Xfce    | Xfce    | KDE     | KDE     | 그놈    | 그놈    | LXDE    | LXDE    | 플럭스박스 | 플럭스박스 |
| 32 비트                      | 64 비트 | 32 비트 | 64 비트 | 32 비트 | 64 비트 | 32 비트 | 64 비트 | 32 비트 | 64 비트 | 32 비트 | 64 비트 | 32 비트 | 64 비트    |            |
| ---------------------------- | ------- | ------- | ------- | ------- | ------- | ------- | ------- | ------- | ------- | ------- | ------- | ------- | ---------- | ---------- |
| 리눅스 민트 19.3 (Tricia)    | 예      | 예      | 예      | 예      | 예      | 예      | 아니요  | 아니요  | 아니요  | 아니요  | 아니요  | 아니요  | 아니요     | 아니요     |
| 리눅스 민트 데비안 3(LMDE 3) | 예      | 예      | 아니요  | 아니요  | 아니요  | 아니요  | 아니요  | 아니요  | 아니요  | 아니요  | 아니요  | 아니요  | 아니요     | 아니요     |

## Mint4win
우분투의 우비 인스톨러와 마찬가지로 리눅스 민트에도 Mint4win이라는 인스톨러가 있다. Mint4win은 우비 인스톨러처럼 사용자의 NTFS 시스템에 별도의 파티션 편집과정 없이 리눅스 민트를 설치하도록 해준다. Mint4win은 리눅스 민트 6 버전부터 탑재되기 시작하였으나 GRUB2 와의 호환성 문제로 인해 리눅스 민트 8에서는 탑재되지 않았다. 리눅스 민트 10에는 Mint4win이 기본 포함되어 있다.

## 미러 서버
기존 Linux Mint 미러링 서버 중 한국 내에서 가장 빠른 서버는 일본의 JAIST 서버였으나, 2012년 3월 1일부로 KAIST FTP가 리눅스 민트의 2차 공식 미러링 서버로 등록되면서 한국 내 사용자들의 접근성이 높아졌다. 또한, NEOWIZ FTP에도 미러링을 시작했으며, KAIST FTP와 달리 메인 미러로 되었다. 현재는 둘 다 프라이머리로 등록되어 있다.